# クレメルソン・デ・アラウージョ・ソアレス
アラウージョ (Araújo) ことクレメルソン・デ・アラウージョ・ソアレス（Clemerson de Araújo Soares、1977年8月8日 - ）は、ブラジル・ペルナンブーコ州カルアル出身のサッカー選手。ポジションはフォワード。

## 経歴

### ブラジル時代
初めてクラブチームに所属したのは17歳の時で、ブラジル人としては比較的遅い。プロになった当初は体重50kg程度と余りに痩せていた為、大成するとは期待されていなかった。しかし徐々に頭角を現し、1997年にゴイアスECに移籍すると7シーズンの長きに渡り、同クラブで活躍した為に看板選手となる。ゴイアス時代の通算136ゴール（州選手権やカップ戦など含む）はクラブ歴代トップの成績。「ゴイアスの至宝」や「マタドール」との異名をとった。1998年にはセレソンにも初選出されたが、若くてムラッ気がある選手という評価で代表に定着はできなかった。ブラジル時代のアラウージョは、どちらかと言えばシャドーストライカー（セカンドストライカー）タイプの選手で、球離れが遅い典型的ドリブラーだったためにサイドハーフなどフォワード以外のポジションで起用されることも多かった。

### Jリーグ時代
2004年、清水エスパルスに入団。この知らせを聞いた前年のJリーグ得点王ウェズレイ（当時名古屋所属）は「あんな凄い選手がJリーグに来るのか」と驚嘆したと言う。しかしアラウージョにとって初めての海外でのプレーでもあった2004年シーズンは、3月20日の鹿島アントラーズ戦でJリーグ初ゴール。1stステージこそ北嶋秀朗、久保山由清とトライアングルを組みチーム最多の8ゴールを挙げたが、石崎信弘が監督に就任した2ndステージは戦術面を理由に主力構想から外され、公式戦5戦連続でスタメンを外されるなど本領を発揮出来ず、1ゴールのみに留まった。
2005年1月、ガンバ大阪へ完全移籍。清水時代後期とは打って変わり、この年のアラウージョは活躍を見せた。始めこそ連携に若干戸惑ってはいたものの、中断期間を終えた7月以降、チームに適応すると再開初戦の第13節東京ヴェルディ1969戦では3ゴール4アシストのプレーを見せると、9月10日のサンフレッチェ広島でもハットトリックを決め、以降重要な試合で次々とゴールを量産。リーグ最終節の川崎フロンターレ戦でも2ゴール挙げ、チームをリーグ初優勝に導くとともに自身も33ゴールを挙げ、2位のワシントンに11点差をつけて同年の得点王となった（なお国際サッカー歴史統計連盟 (IFFHS) が2006年1月3日に発表した、世界の主要国内リーグを対象とした2005年の得点ランキングで、アラウージョのリーグ戦33得点は同年世界第1位、得点率は世界第2位にランクされた）。また、準優勝したナビスコカップでも得点ランキング単独トップとなり、非公式記録ながらアシスト数もJリーグトップを記録する活躍であった。スペースのないところでも突破し、ゴールに繋げる細かなテクニックに加え縦へのスピードにも優れ、リターンパスやドリブルなどを用いて中央を突破、精度の高い左足で数多くのゴールやアシストを生み出すストライカーへと成長した。
前線でトライアングルを形成したフェルナンジーニョ、大黒将志との絶妙なコンビネーションで数多くのアシストも記録した。しかし家庭の事情やブラジル代表に復帰し、翌年に控えたワールドカップ出場という夢もあり、同シーズン限りでガンバ大阪を円満退団することが発表された。
2005年12月17日、ガンバでのラストマッチとなった天皇杯5回戦柏レイソル戦でも2ゴールを挙げ、ナビスコカップでの6ゴールも合わせて公式戦年間41ゴールを達成。これは中山雅史（磐田）が1998年シーズンに記録した40ゴールを上回るJリーグ新記録で、合計41得点のなかにPKでの得点は1点も無かった。この成績から2005年度JリーグアウォーズでMVPや「日本年間最優秀選手賞」を受賞。2005年に彼が33得点を決めて以来、リーグ戦で30得点以上を記録した選手は現れていない。

### ブラジル復帰後
2006年シーズンからは母国のクルゼイロECに移籍。2月1日、ブラジル復帰2戦目となったミナスジェライス州選手権・デモクラッタ戦で2ゴールを決めるなど順調な滑り出しであったが、2月8日の同選手権ヴィラ・ノヴァ戦で右膝を負傷し途中交代。検査の結果、右膝半月板・靭帯損傷の全治7ヶ月の重傷であることが判明。ドイツW杯への夢は絶たれてしまったが、リハビリの甲斐あって12月4日のボタフォゴFR戦で途中出場し、約10ヶ月ぶりの復帰を果たす。
年が明け、2007年には完全復活ともいえる大活躍。ミナスジェライス州選手権では11試合で11ゴールを挙げ断トツの得点王に輝いた。

### カタールリーグ
2007年8月にクルゼイロからカタールリーグのアル・ガラファへ完全移籍。同時に日本の鹿島アントラーズ、ジュビロ磐田、清水エスパルス、UAEのアル・ジャジーラなどが獲得オファーを出していたことも明らかになった。
アル・ガラファでも移籍直後からエースストライカーとして活躍し、2007-08・2008-09・2009-10シーズンとチームのリーグ3連覇に貢献。2007-08シーズンにはリーグ得点王も獲得した。2009-10シーズンからは郷土・ペルナンブーコ州の英雄であるジュニーニョ・ペルナンブカーノと共にプレーした。

### ブラジル復帰
2011年、母国のフルミネンセFCに移籍した。
2012年5月、昇格組のナウチコにレンタル移籍した。

## 個人成績
| 国内大会個人成績 | 国内大会個人成績 | 国内大会個人成績 | 国内大会個人成績 | 国内大会個人成績             | 国内大会個人成績           | 国内大会個人成績 | 国内大会個人成績 | 国内大会個人成績 | 国内大会個人成績 | 国内大会個人成績 | 国内大会個人成績 |
| 年度             | クラブ           | 背番号           | リーグ           | リーグ戦                     | リーグ戦                   | リーグ杯         | リーグ杯         | オープン杯       | オープン杯       | 期間通算         | 期間通算         |
| 年度             | クラブ           | 背番号           | リーグ           | 出場                         | 得点                       | 出場             | 得点             | 出場             | 得点             | 出場             | 得点             |
| ブラジル         | ブラジル         | ブラジル         | ブラジル         | リーグ戦                     | リーグ戦                   | ブラジル杯       | ブラジル杯       | オープン杯       | オープン杯       | 期間通算         | 期間通算         |
| ---------------- | ---------------- | ---------------- | ---------------- | ---------------------------- | -------------------------- | ---------------- | ---------------- | ---------------- | ---------------- | ---------------- | ---------------- |
| 1997             | ゴイアス         |                  | セリエA          | 5                            | 0                          |                  |                  |                  |                  |                  |                  |
| 1998             | ゴイアス         |                  | セリエA          | 20                           | 10                         |                  |                  |                  |                  |                  |                  |
| 1999             | ゴイアス         |                  | セリエB          | 29                           | 5                          |                  |                  |                  |                  |                  |                  |
| 2000             | ゴイアス         |                  | セリエA          | 24                           | 5                          |                  |                  |                  |                  |                  |                  |
| 2001             | ゴイアス         |                  | セリエA          | 26                           | 7                          |                  |                  |                  |                  |                  |                  |
| 2002             | ゴイアス         |                  | セリエA          | 25                           | 11                         |                  |                  |                  |                  |                  |                  |
| 2003             | ゴイアス         |                  | セリエA          | 41                           | 12                         |                  |                  |                  |                  |                  |                  |
| 日本             | 日本             | 日本             | 日本             | リーグ戦                     | リーグ戦                   | リーグ杯         | リーグ杯         | 天皇杯           | 天皇杯           | 期間通算         | 期間通算         |
| 2004             | 清水             | 8                | J1               | 29                           | 9                          | 7                | 1                | 0                | 0                | 36               | 10               |
| 2005             | G大阪            | 9                | J1               | 33                           | 33                         | 11               | 6                | 2                | 2                | 46               | 41               |
| ブラジル         | ブラジル         | ブラジル         | ブラジル         | リーグ戦                     | リーグ戦                   | ブラジル杯       | ブラジル杯       | オープン杯       | オープン杯       | 期間通算         | 期間通算         |
| 2006             | クルゼイロ       | 40               | セリエA          | 1                            | 0                          |                  |                  |                  |                  | 1                | 0                |
| 2007             | クルゼイロ       | 7                | セリエA          | 14                           | 5                          |                  |                  |                  |                  | 14               | 5                |
| カタール         | カタール         | カタール         | カタール         | リーグ戦                     | リーグ戦                   | リーグ杯         | リーグ杯         | オープン杯       | オープン杯       | 期間通算         | 期間通算         |
| 2007-08          | アル・ガラファ   | 10               | QSL              | 27                           | 27                         | 4                | 3                | 3                | 4                | 34               | 34               |
| 2008-09          | アル・ガラファ   | 10               | QSL              | 27                           | 20                         | 4                | 4                | 3                | 2                | 34               | 26               |
| 2009-10          | アル・ガラファ   | 10               | QSL              | 21                           | 15                         | 12               | 17               | 0                | 0                | 33               | 32               |
| 2010-11          | アル・ガラファ   | 10               | QSL              | 9                            | 6                          | 6                | 3                | 0                | 0                | 15               | 9                |
| ブラジル         | ブラジル         | ブラジル         | ブラジル         | リーグ戦                     | リーグ戦                   | ブラジル杯       | ブラジル杯       | オープン杯       | オープン杯       | 期間通算         | 期間通算         |
| 2011             | フルミネンセ     | 25               | セリエA          | 6                            | 0                          |                  |                  |                  |                  | 0                | 0                |
| 2012             | ナウチコ         | 10               | セリエA          | 33                           | 8                          |                  |                  |                  |                  |                  |                  |
| 2013             | アトレチコ-MG    | 10               | セリエA          | 5                            | 1                          |                  |                  |                  |                  |                  |                  |
| 2013             | ゴイアス         | 10               | セリエA          | 31                           | 9                          |                  |                  |                  |                  |                  |                  |
| 2014             | ゴイアス         | 10               | セリエA          | 4                            | 0                          |                  |                  |                  |                  |                  |                  |
| ブルガリア       | ブルガリア       | ブルガリア       | ブルガリア       | リーグ戦                     | リーグ戦                   | リーグ杯         | リーグ杯         | オープン杯       | オープン杯       | 期間通算         | 期間通算         |
| 2015             | チェルノ・モレ   | 17               | A PFG            | 7                            | 6                          |                  |                  |                  |                  |                  |                  |
| ブラジル         | ブラジル         | ブラジル         | ブラジル         | リーグ戦                     | リーグ戦                   | ブラジル杯       | ブラジル杯       | オープン杯       | オープン杯       | 期間通算         | 期間通算         |
| 2016             | セントラル       |                  | セリエD          |                              |                            |                  |                  |                  |                  |                  |                  |
| 通算             | ブラジル         | ブラジル         | セリエA          | 163                          | 50\|\|\|\|\|\|\|\|\|\|\|\| |                  |                  |                  |                  |                  |                  |
| 通算             | ブラジル         | ブラジル         | セリエB          | 29                           | 5\|\|\|\|\|\|\|\|\|\|\|\|  |                  |                  |                  |                  |                  |                  |
| 通算             | ブラジル         | ブラジル         | セリエC          | \|\|\|\|\|\|\|\|\|\|\|\|\|\| |                            |                  |                  |                  |                  |                  |                  |
| 通算             | ブラジル         | ブラジル         | セリエD          | \|\|\|\|\|\|\|\|\|\|\|\|\|\| |                            |                  |                  |                  |                  |                  |                  |
| 通算             | 日本             | 日本             | J1               | 62                           | 42                         | 18               | 7                | 2                | 2                | 82               | 51               |
| 通算             | カタール         | カタール         | QSL              | 84                           | 68                         | 26               | 27               | 6                | 6                | 116              | 101              |
| 総通算           | 総通算           | 総通算           | 総通算           | \|\|\|\|\|\|\|\|\|\|\|\|\|\| |                            |                  |                  |                  |                  |                  |                  |

| 国際大会個人成績 | 国際大会個人成績 | 国際大会個人成績 | 国際大会個人成績 | 国際大会個人成績 |
| 年度             | クラブ           | 背番号           | 出場             | 得点             |
| AFC              | AFC              | AFC              | ACL              | ACL              |
| ---------------- | ---------------- | ---------------- | ---------------- | ---------------- |
| 2008             | アル・ガラファ   | 10               | 4                | 2                |
| 2009             | アル・ガラファ   | 10               | 5                | 5                |
| 2010             | アル・ガラファ   | 10               | 8                | 5                |
| 通算             | AFC              | AFC              | 17               | 12               |

## タイトル

### クラブ
ゴイアスEC
- カンピオナート・ブラジレイロ・セリエB：1回 (1999)
- ゴイアス州選手権：5回 (1998, 1999, 2000, 2002, 2003)
- コパ・セントロ＝オエステ：3回 (2000, 2001, 2002)

ガンバ大阪
- Jリーグ：1回 (2005)

クルゼイロFC
- ミナスジェライス州選手権：1回 (2006)

アル・ガラファ
- カタールリーグ：3回 (2007-08, 2008-09, 2009-10)
- シェイク・ジャシムカップ：1回 (2007-08)
- アミールカップ：1回 (2008-09)
- クラウンプリンスカップ：1回 (2009-10)

フルミネンセFC
- カンピオナート・カリオカ：1回 (2012)

アトレチコ・ミネイロ
- カンピオナート・ミネイロ：1回 (2013)
- コパ・リベルタドーレス：1回 (2013)

### 個人
- JリーグMVP：1回 (2005)
- Jリーグ得点王：1回 (2005)
- Jリーグ優秀選手賞：1回 (2005)
- Jリーグベストイレブン：1回 (2005)
- ナビスコカップ得点王：1回 (2005)
- 日本年間最優秀選手賞 ：1回 (2005)
- ミナスジェライス州選手権得点王：1回 (2007)
- カタールリーグ得点王：1回 (2007-08)

## 代表歴
- 1999年 U-23ブラジル代表 (3試合3得点)